# Vallée de l'Emmels
Vallée de l'Emmels este o arie protejată (arie specială de conservare — SAC, sit de importanță comunitară — SCI, arie de protecție specială avifaunistică — SPA) din Belgia întinsă pe o suprafață de 313,5 ha, integral pe uscat.

## Localizare
Centrul sitului Vallée de l'Emmels este situat la coordonatele 50°20′08″N 6°07′10″E / 50.335504°N 6.119355°E.

## Înființare
Situl Vallée de l'Emmels a fost declarat arie de protecție specială avifaunistică în decembrie 2016 pentru a proteja 14 specii de animale. Alte tipuri de protecție:
- sit de importanță comunitară (în octombrie 2002)
- arie specială de conservare (în decembrie 2016)[1][3][4]

## Biodiversitate
Situată în ecoregiunea continentală, aria protejată conține 14 habitate naturale: Ape stătătoare oligotrofe până la mezotrofe, cu vegetație de Littorelletea uniflorae și/sau de Isoëto-Nanojuncetea, Lacuri eutrofice naturale cu vegetație de tip Magnopotamion sau Hydrocharition, Cursuri de apă de la nivel de câmpie la nivel montan, cu vegetație Ranunculion fluitantis și Callitricho-Batrachion, Pajiști umede nord-atlantice cu Erica tetralix, Formațiuni ierboase bogate în specii de Nardus, dezvoltate pe substraturi silicioase în zone montane (și în zone submontane, în Europa continentală), Liziere de ierburi înalte hidrofile de câmpie și de nivel montan până la alpin, Fânețe de joasă altitudine (Alopecurus pratensis, Sanguisorba officinalis), Mlaștini oligotrofe degradate, capabile încă de regenerare naturală, Mlaștini turboase de tranziție și turbării mișcătoare, Păduri de fag Luzulo-Fagetum, Păduri de stejar sau de stejar și carpen sub-atlantice și medio-europene de Carpinion betuli, Păduri acidofile de stejar bătrân cu Quercus robur pe câmpii nisipoase, Mlaștini împădurite, Păduri aluvionare cu Alnus glutinosa și Fraxinus excelsior (Alno-Padion, Alnion incanae, Salicion albae).
La baza desemnării sitului se află mai multe specii protejate:
- păsări (9): rață pitică (Anas crecca), barză neagră (Ciconia nigra), ciocănitoare neagră (Dryocopus martius), egretă albă (Egretta alba), becațină comună (Gallinago gallinago), sfrâncioc roșiatic (Lanius collurio), sfrâncioc mare (Lanius excubitor), becațină mică (Lymnocryptes minimus), gaia roșie (Milvus milvus)
- mamifere (2): vidră de râu (Lutra lutra), liliac cu urechi mari (Myotis bechsteinii)
- nevertebrate (1): Lycaena helle
- pești (2): zglăvoacă (Cottus gobio), cicar (Lampetra planeri)

Pe lângă speciile protejate, pe teritoriul sitului au mai fost identificate 15 specii de plante, 3 specii de amfibieni, 5 specii de mamifere, 3 specii de nevertebrate.